# اولو تیتی باسه
اولو تیتی باسه (به لاتین: Ulu Titi Basah) یک کوه در مالزی است که در پراک واقع شده‌است. اولو تیتی باسه ۱٬۵۳۳ متر بالاتر از سطح دریا واقع شده‌است.